# Timuș, Botoșani
Timuș este un sat în comuna Avrămeni din județul Botoșani, Moldova, România.
partea de nord-est a județului Botoșani. Satul se află  în Câmpia Moldovei, pe malul stâng al Volovățului.